# Бухсгау
Бухсгау (на немски: Buchsgau; на латински: pago Buhsgowe; de Buxcouue) е исторически ландшафт, гау-графство в Швейцария от X до XV век.
Образувано е през 1080 г. от Аугстгау. Намира се на левия бряг на река Ааре и граничи на север с планината Юра.
През 1080 г. Буркхард фон Фенис, епископът на Базел (1072 – 1107), получава Бухсгау от Хайнрих IV. Епископът дава територията на графовете на Фробург със службата ландграфове в Бухсгау (до 14 век). След измирането на графовете на Фробург през 1336 г. Бухсгау отива на граф Рудолф IV фон Нойенбург-Нидау, който е убит в битка през 1375 г. След това ландграфството отива на графовете на Кибург, след това на граф Зигмунд II фон Тирщайн-Фарнсбург и след това на господарите на Фалкенщайн. През 1426 г. господарите на Фалкенщайн продават ландграфството на градовете Берн и Золотурн.
Повече от шестстотин години княжеският епископ на Базел е главен господар на ланграфството Бухсгау. Золотурн купува ландграфството Бухсгау от княжеския епископ на Базел на 25 септември 1669 г. за 20 000 гулдена. Така Бухсгау прекратява да същетвува.

## Графове в Бухсгау
- Рудолф I фон Фалкенщайн († сл. 1250), женен за фон Нойенбург, сестра на Хайнрих фон Нойенбург, епископ на Базел (1263 – 1274)[1]
- Рудолф II фон Фалкенщайн, 1311 – 1318 г. ландграф в Бухсгау, син на Рудолф I фон Фалкенщайн
- Рудолф IV фон Нойенбург-Нидау († 1375, убит), женен за Изабела (Елизабет, † 1395), 1373 графиня и господарка на Нойенбург (Ньошател)
- Зигмунд IV фон Тирщайн († сл. 29 януари 1383), женен за Верена фон Нойенбург († 4 юли 1405), ландграф в Зизгау и Бухсгау[2]